# Stadion Rubin w Kazaniu
Stadion Rubin – stadion piłkarski w Kazaniu, w Rosji. Został otwarty w 1958 roku. Może pomieścić 8500 widzów. Obiekt znajduje się na terenie ośrodka treningowego klubu Rubin Kazań, swoje spotkania rozgrywają na nim drużyny młodzieżowej oraz żeńskiej sekcji tego klubu.
Stadion został otwarty w 1958 roku. Początkowo służył jako domowa arena klubu Rubin Kazań (wówczas pod nazwą Iskra). W 1960 roku zespół ten przeniósł się jednak na nowo otwarty Stadion Centralny. W późniejszych latach pierwsza drużyna Rubinu Kazań rozgrywała jeszcze sporadycznie swoje spotkania na tym obiekcie. Na początku lat 80. XX wieku drewniane trybuny stadionu zastąpiono żelbetowymi konstrukcjami. W latach 90. zainstalowano na trybunach plastikowe krzesełka. Kolejną modernizację stadion przeszedł przed uniwersjadą w 2013 roku, w trakcie której rozegrano na nim część spotkań zawodów piłkarskich (w tym mecze finałowe, zarówno turnieju kobiet, jak i mężczyzn). W przeszłości stadion posiadał bieżnię lekkoatletyczną. Obecnie obiekt jest częścią bazy treningowej Rubinu Kazań, swoje mecze grają na nim młodzieżowcy oraz drużyna kobiet klubu.